# Aephnidius opaculus
Aephnidius opaculus är en skalbaggsart som först beskrevs av Elwood C. Zimmerman 1832.  Aephnidius opaculus ingår i släktet Aephnidius och familjen jordlöpare. Inga underarter finns listade i Catalogue of Life.